# Calberlasche Zuckersiederei

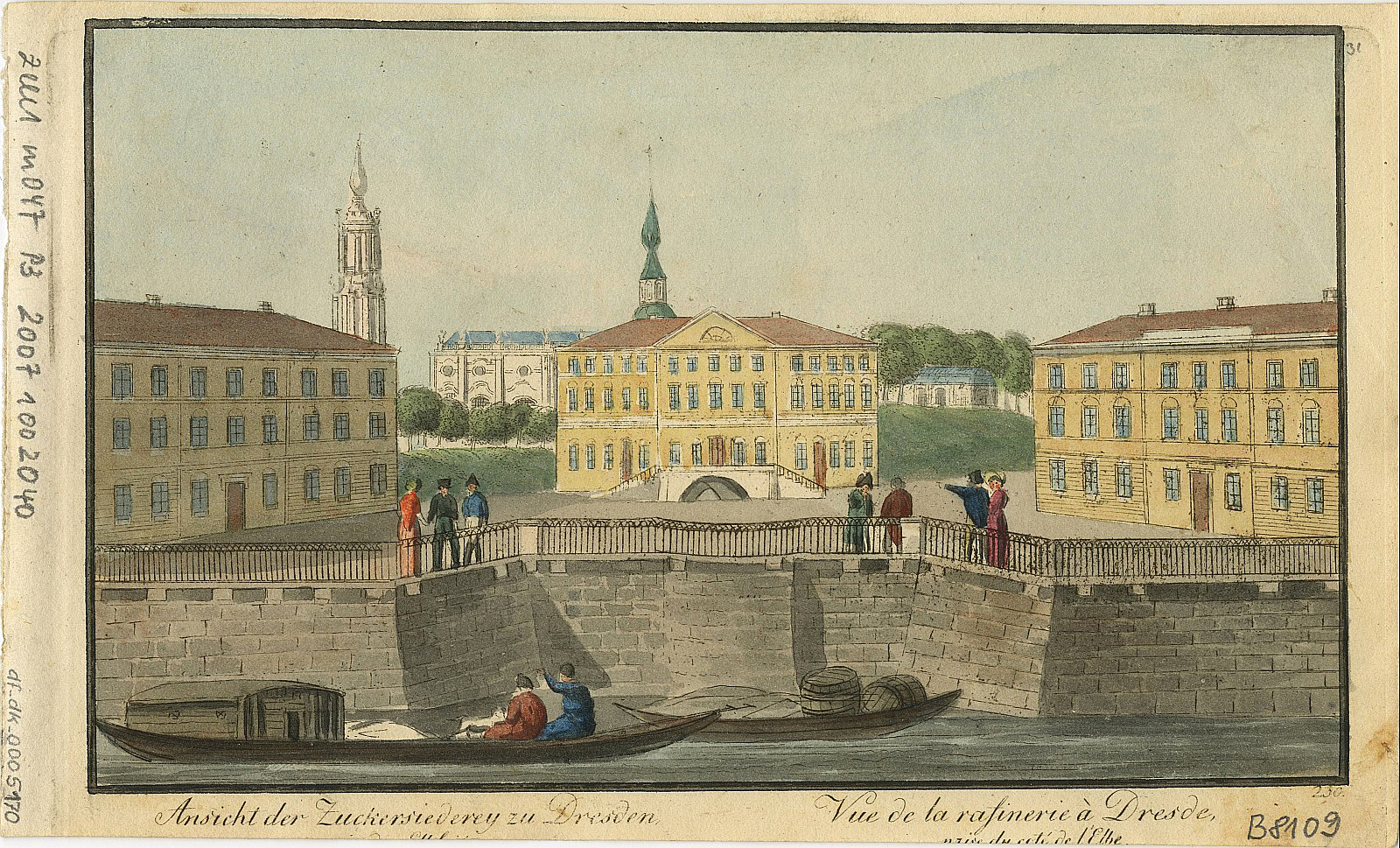
Calberlasche Zuckersiederei, um 1825

Calberlasche Zuckersiederei auf einer englischsprachigen Karte von Dresden, um 1833

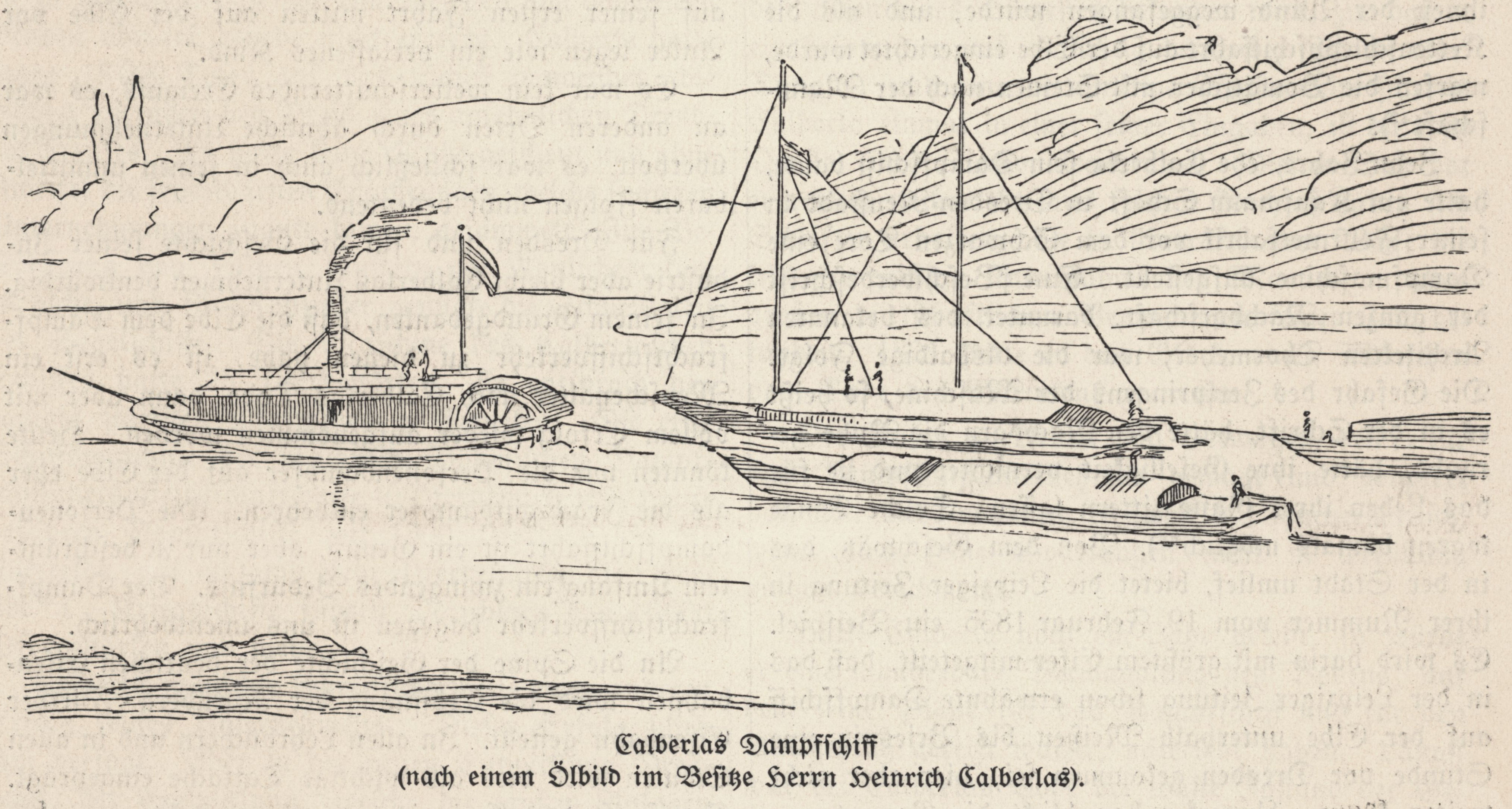
Calberlas Dampfschiff (ca. 1835)

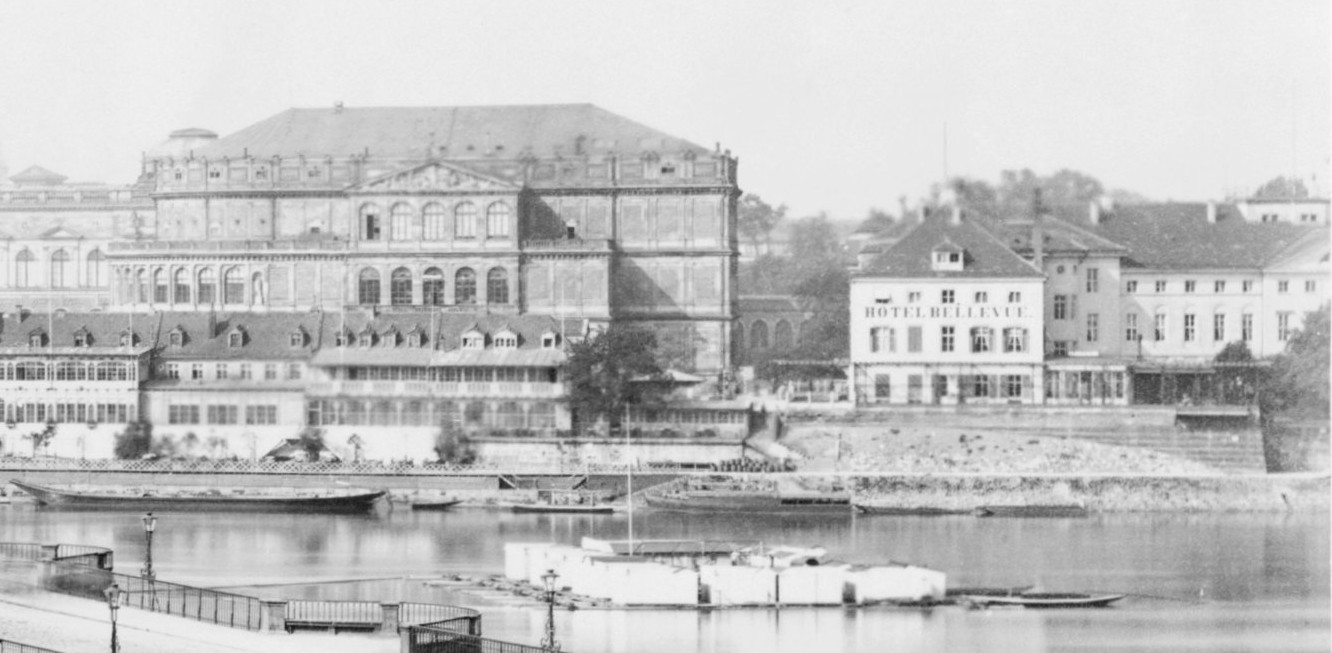
Hotel Bellevue, in Nachbarschaft zum Königlichen Hoftheater (erste Semperoper), 1865

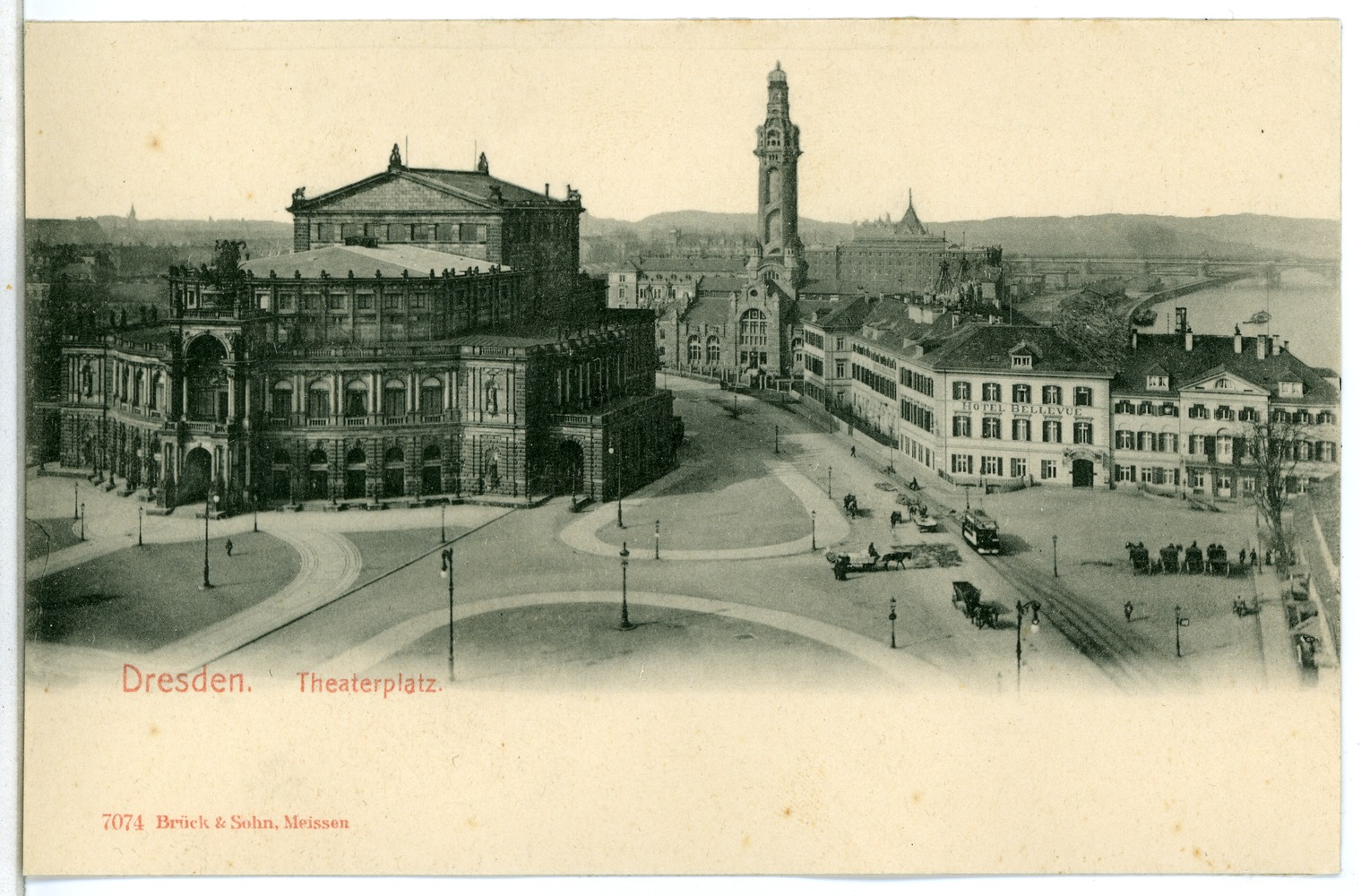
Blick vom Turm der Katholischen Hofkirche über den Theaterplatz mit der Semperoper, dem Hotel Bellevue (rechts) und dem Schornstein des Staatlichen Fernheiz- und Elektrizitätswerks (Mitte), 1906

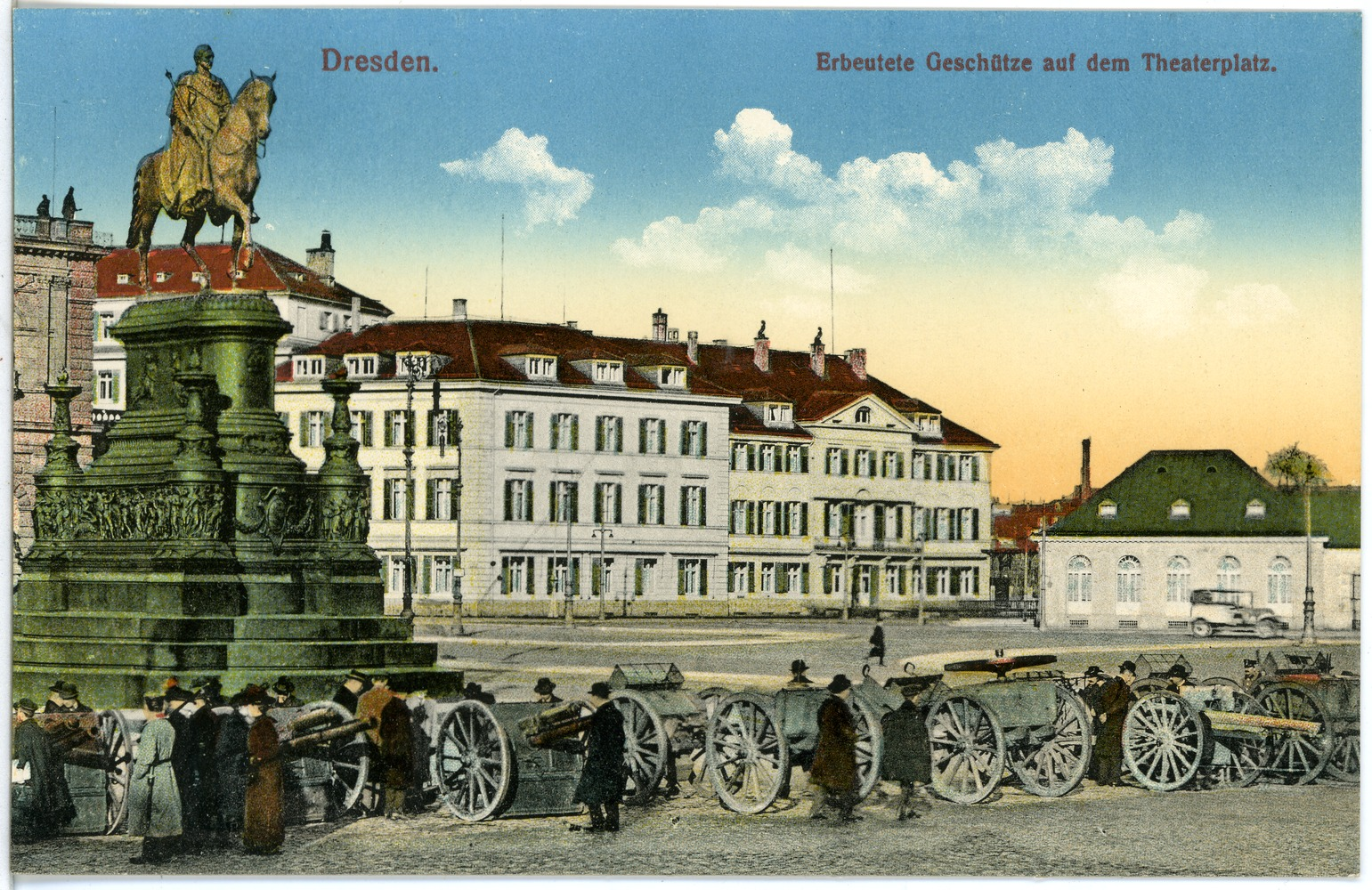
Im Ersten Weltkrieg erbeutete Geschütze am König-Johann-Denkmal vorm Hotel Bellevue, rechts das Italienische Dörfchen, 1915

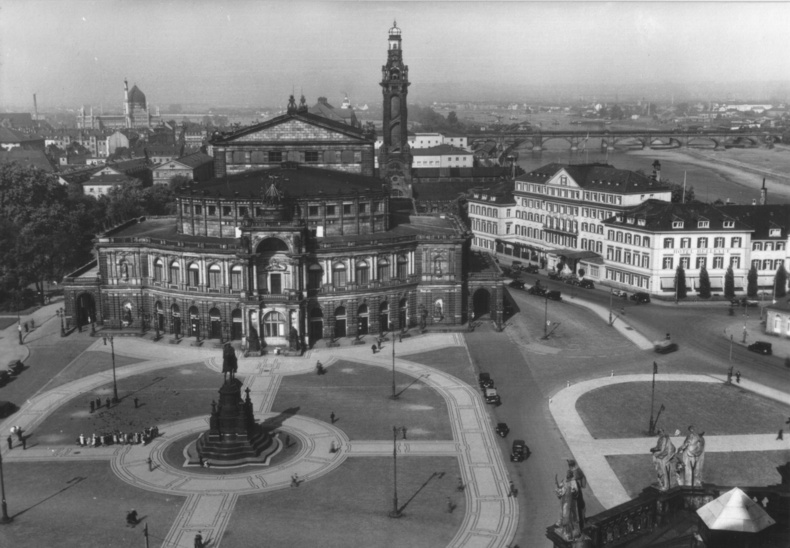
Blick vom Hausmannsturm über den Theaterplatz mit der Semperoper, dem mittlerweile erhöhten Hotel Bellevue (rechts) und dem Schornstein des Staatlichen Fernheiz- und Elektrizitätswerks (Mitte), um 1930

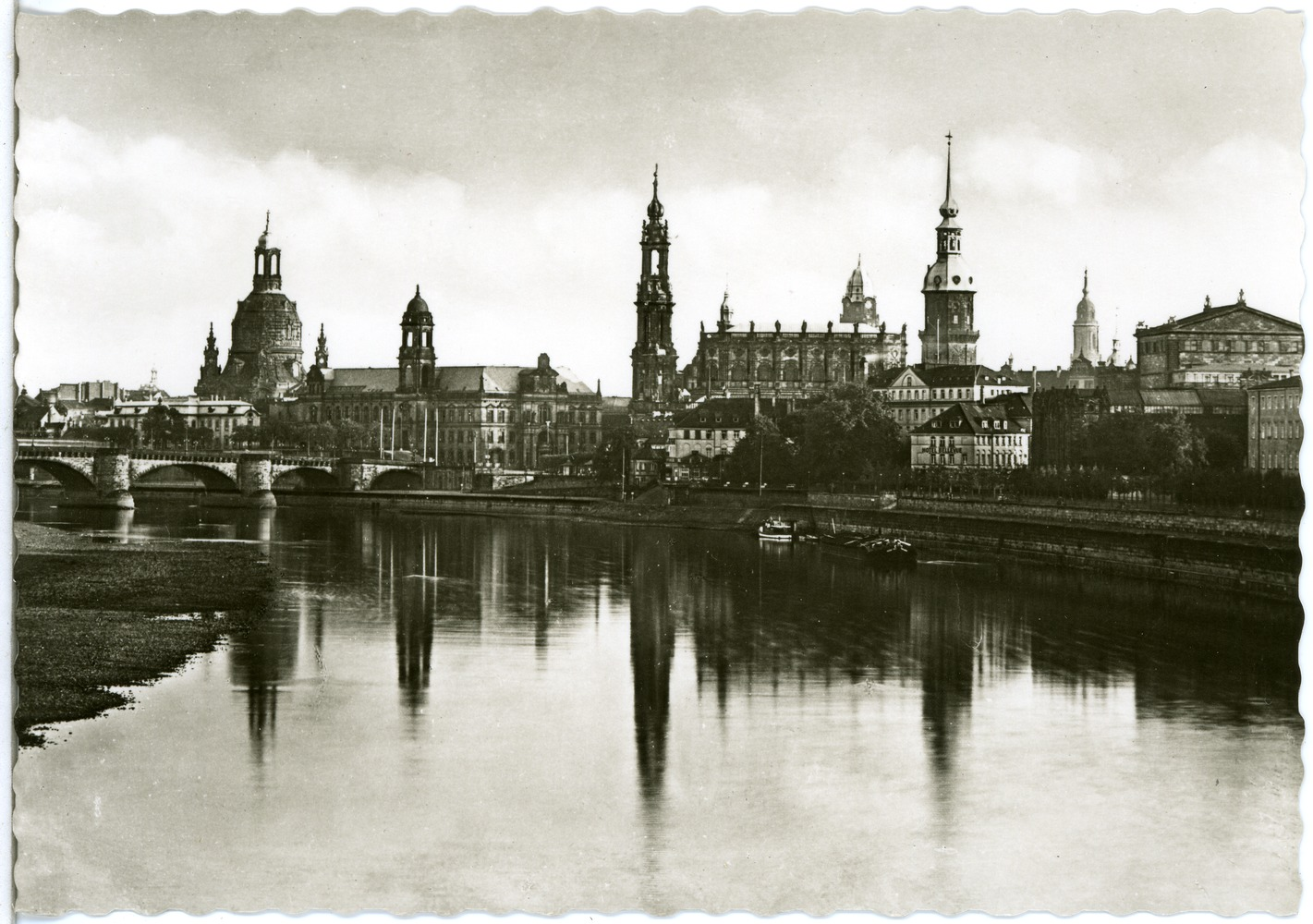
Blick von der Marienbrücke auf die Dresdner Altstadtsilhouette mit dem Gebäudekomplex des Hotels Bellevue vor der Katholischen Hofkirche und dem Hausmannsturm, um 1940

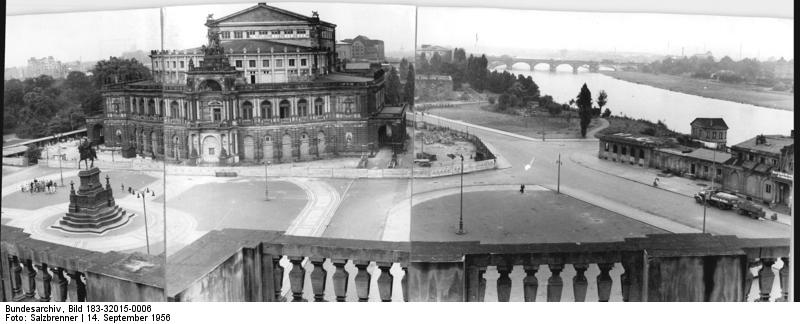
Blick vom Dach der Katholischen Hofkirche über den Theaterplatz mit Semperoper, Ruine des Italienischen Dörfchens und Basteischlösschen (rechts) sowie dem 1950 von Trümmern beräumten, aber noch gut nachvollziehbaren Standort des Hotels Bellevue, 1956

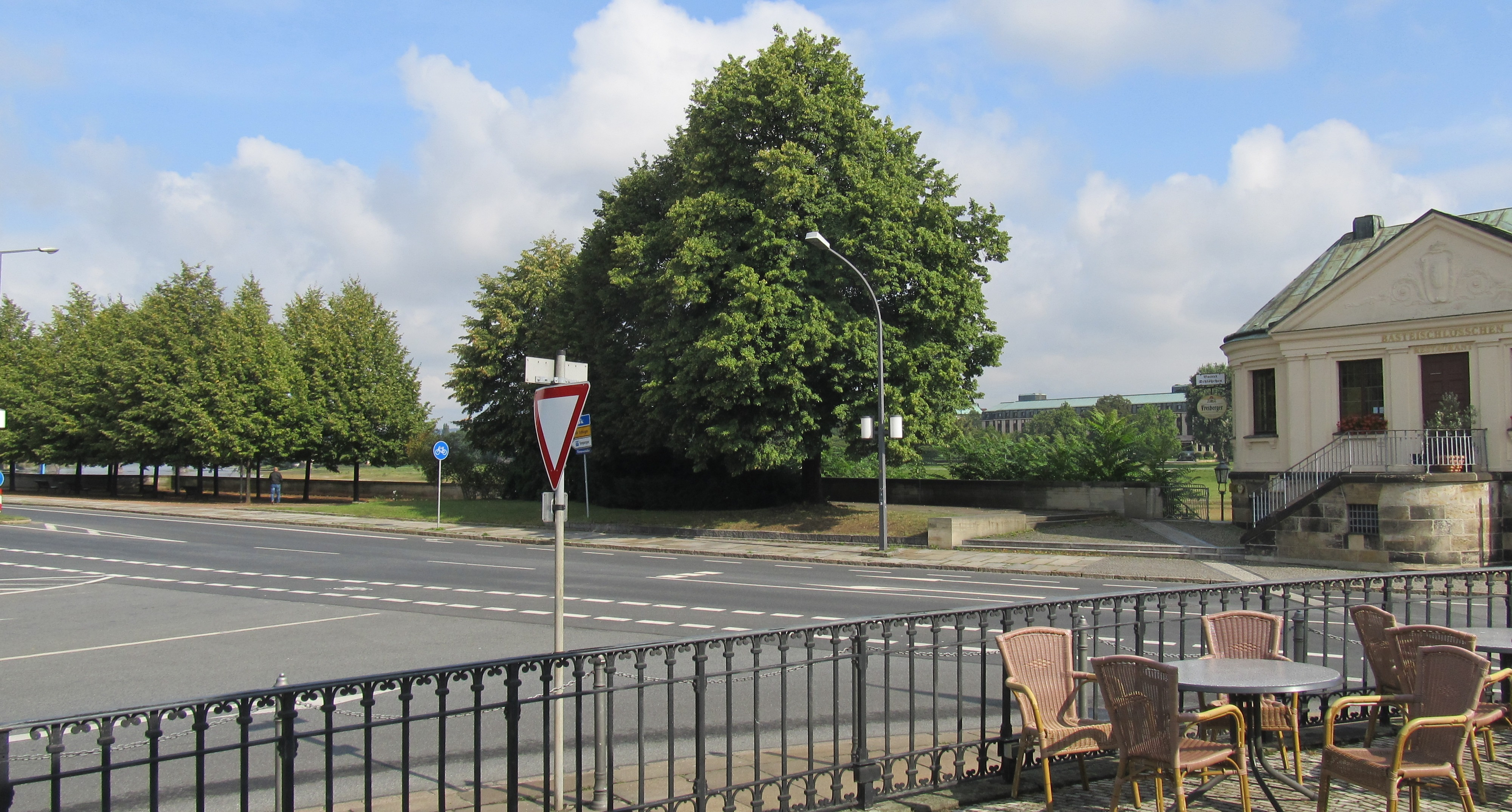
Blick vom Italienischen Dörfchen auf den ehemaligen Standort des Hotels Bellevue, rechts das Basteischlösschen, links daneben im Hintergrund das in den 1980er Jahren gebaute Hotel Bellevue auf der Neustädter Elbseite

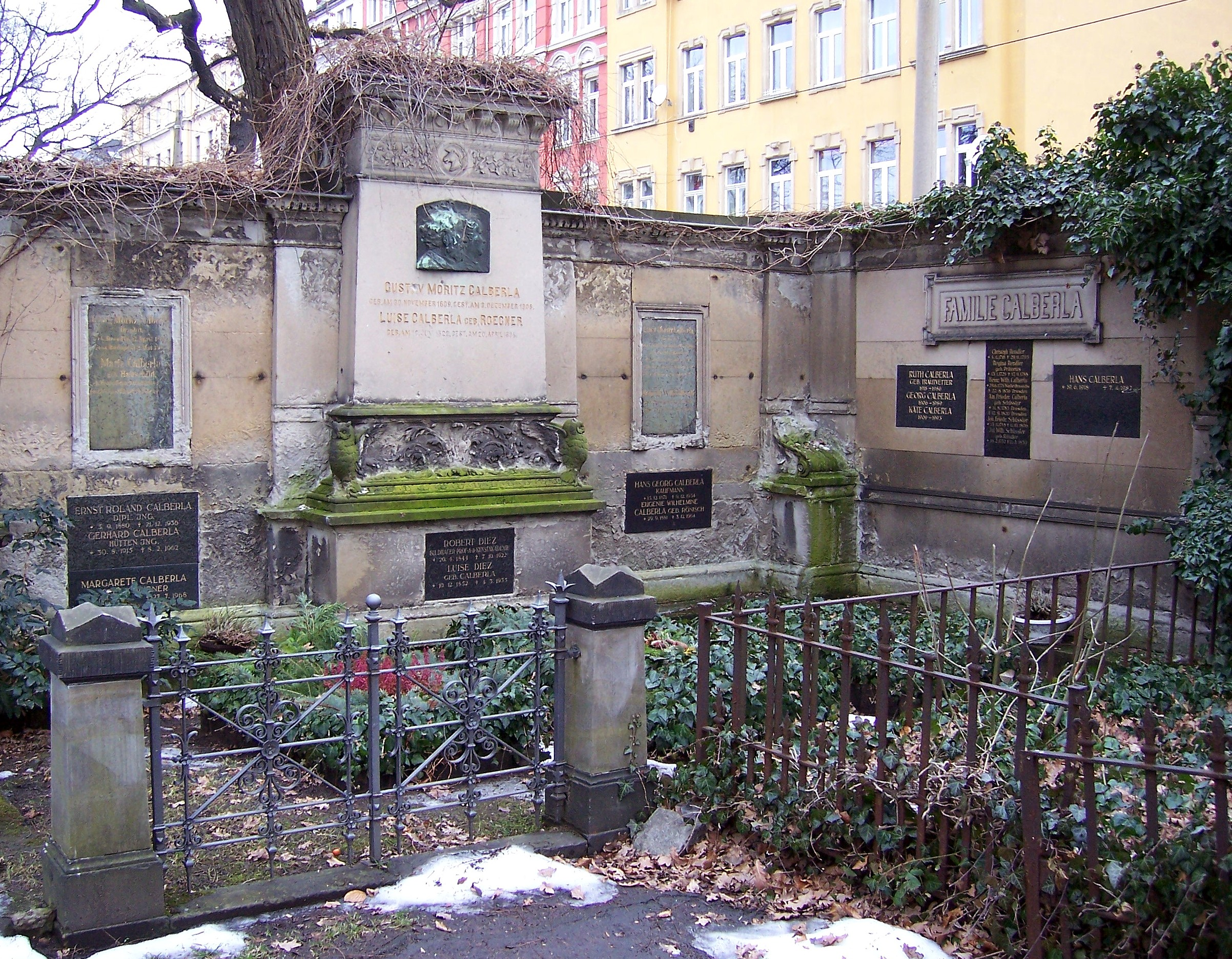
Grabstätte der Familie Calberla, in die auch der Bildhauer Robert Diez eingeheiratet hatte, auf dem Inneren Neustädter Friedhof in Dresden, 2009

Die Calberlasche Zuckersiederei war die erste Zuckersiederei Sachsens und einer der ersten Industriebetriebe in Dresden. Der Unternehmer Heinrich Wilhelm Calberla (1774–1836) ließ den Gebäudekomplex von 1817 bis 1820 an der Elbe im äußersten Norden der Inneren Altstadt errichten. Nach seinem Tod wurden die Häuser, die als Maßstab für die Monumentalbauten am Theaterplatz dienten, verkauft und umgebaut.
Das 1853 darin eröffnete Hotel Bellevue entwickelte sich zum gegen Ende des 19. und Anfang des 20. Jahrhunderts führenden Hotel in der Stadt. Bei den Luftangriffen auf Dresden 1945 zerstört, wurden seine Ruinen 1951 abgerissen. Den in Dresden traditionsreichen Namen führt seit 1985 das Hotel Bellevue auf der gegenüberliegenden Elbseite weiter.

## Standort
Der ehemalige Standort des Gebäudekomplexes befindet sich am Terrassenufer im Abschnitt zwischen dem Bernhard-von-Lindenau-Platz (Vorplatz des Landtagsgebäudes) und der Zufahrt zum Theaterplatz. Die Gebäude standen zwischen dem Kai an der Elbe und der damaligen Großen Packhofstraße, die die Devrientstraße direkt mit dem Theaterplatz verband. Benachbarte Bauwerke sind bzw. waren das Basteischlösschen im Osten, das Italienische Dörfchen im Südosten, die Semperoper im Südwesten und das Staatliche Fernheiz- und Elektrizitätswerk (abgerissen in den 1970er Jahren) im Nordwesten.
Die Calberlasche Zuckersiederei markierte dabei den südöstlichen Abschluss des industriell geprägten Packhofviertels, aus dem das Gebäudeensemble Neue Terrasse hervorging. In ihrer Nachbarschaft standen neben dem Fernheizwerk noch der Packhof mit dem früheren Hafen Dresdens (Vorläufer des Alberthafens) und Anschluss an die Elbezweigbahn, der Holzhof, eine Ziegelei, das Hauptsteueramt sowie ab dem frühen 20. Jahrhundert der heute als Hotel dienende Erlweinspeicher.
Der Standort am nördlichen Rand der Inneren Altstadt lag in Nachbarschaft und Sichtweite berühmter Bauwerke des historischen Dresdner Stadtzentrums, darunter die Semperoper, der Zwinger, die Katholische Hofkirche und das Residenzschloss Dresden.

## Bauliches

### Industriebau von 1820
Die im Entwurf wahrscheinlich auf Gottlob Friedrich Thormeyer zurückgehende, 1817 bis 1820 errichtete Calberlasche Zuckersiederei war baulich ein Novum in Dresden. Die Baugruppe bestand nicht mehr aus zusammengewachsenen Teilen, wie es im Dresdner Barock üblich war, sondern aus aneinandergefügten Einzelbauten – „die erste Lösung dieser Art“ in der sächsischen Hauptstadt. Ursprünglich waren die drei Einzelbauten, die allerdings noch nicht völlig autonom waren, sondern gestalterisch in klarem Bezug zueinander standen, nur lose mit einem Erdgeschossgang miteinander verbunden.
Die „charakteristische Gebäudegruppe“, ein wesentlicher Bau des Spätklassizismus in Dresden, enthielt ein zentrales Haupthaus und zwei rechts und links schräg – etwa im 120-Grad-Winkel – angesetzte Nebenhäuser, die einen sich zur Elbe hin aufweitenden, begrünten Ehrenhof umschlossen. Es handelte sich um zweieinhalbstöckige Putzbauten mit flachen Walmdächern und einem Untergeschoss, einem Obergeschoss sowie oberhalb davon einem Mezzanin, die optisch durch Gurtgesimse voneinander getrennt waren. An ihren Querseiten wiesen die drei Gebäude fünf Fensterachsen auf. An den Längsseiten waren die Nebengebäude neunachsig mit dreiachsigem Mittelrisalit und der Mittelbau 15-achsig mit fünfachsigem, von einem Dreiecksgiebel betonten Mittelrisalit. Eine quadratische Dachterrasse bekrönte das Haupthaus mittig als Belvedere. Die schmalen Verbindungsflügel im Erdgeschoss wiesen jeweils vier Fenster auf.
Kennzeichnend für die Fassaden war eine sparsame Putzgliederung mit Putznutungen im Erdgeschoss sowie Rundbogenblenden im Obergeschoss. Das Bauwerk wirkte sich städtebaulich positiv aus, indem es den Monumentalbauten am Theaterplatz, darunter dem Königlichen Hoftheater, der Semperoper und dem Italienischen Dörfchen, den Maßstab gab, der Größe erst sichtbar werden ließ. Das Bauwerk ist ein frühes Beispiel der Industriearchitektur, das jedoch in seinem monumentalen Anspruch, bedingt durch die Nachbarschaft von Schloss und Hofkirche, seine Zweckbestimmung nicht erkennen ließ. In der Nähe befanden sich mit den Kaufhallen am Antonsplatz architektonisch verwandte und nur wenige Jahre jüngere Bauten, die ebenfalls Gewerbezwecken dienten.

### Umbauten um 1850 und 1910
Beim Umbau zum Hotel wurden Anfang der 1850er Jahre die erdgeschossigen Zwischenflügel zu eigenen Eckgebäuden ausgebaut. Sie waren an den Außenseiten jeweils fünfachsig, besaßen drei Vollgeschosse und sprangen gegenüber den nach wie vor zweieinhalbgeschossigen Nebengebäuden nur leicht, gegenüber dem Haupthaus aber um eine gesamte Fensterachse hervor. Walmgauben ergänzten die nunmehr verbundenen Dächer. Das nun an den Ecken verlängerte Hauptgebäude war bei einer bebauten Grundfläche von 2300 Quadratmetern 77,5 Meter lang, die beiden stumpfwinklig anschließenden Flügel jeweils 46 Meter bei 279 Quadratmetern bebauter Grundfläche. Im Souterrain des südöstlichen Flügels lagen die Küchen-, Wirtschafts- und Vorratsräume. Der 16,5 Meter lange, 6,5 Meter breite Speisesaal des Hauses wurde als „leider sehr niedrig“ beschrieben.
Ein weiterer tiefgreifender Umbau nach Plänen von Martin Dülfer geschah in den Jahren 1910/11, als sich die Kapazität auf 150 Gästezimmer erhöhte. Das Hauptgebäude wurde dafür um zwei Stockwerke erhöht und die Dachgeschosse ausgebaut. Dadurch wurde die Aussicht von einer neuen Plattform auf dem Dach und neue Balkons auf die Sehenswürdigkeiten der Altstadt und das Neustädter Elbufer noch attraktiver. Der Haupteingang mit einer großen Drehtür und prachtvollem Portal wurde an eine Stelle genau gegenüber der Semperoper verlegt, die neu angelegte Empfangshalle erhielt einen Marmorfußboden. Die einst offene Gartenterrasse wurde in einen beheizbaren Wintergarten umgebaut, das gesamte Haus technisch modernisiert. So gab es in dem Hotel seither eine Zentralheizung und einen Fahrstuhl, die störende Klingelanlage war einer Lichtsignalanlage gewichen und Feuermelder sowie Feuerlöscher wurden installiert. Die Küche sowie angeschlossene Kühl-, Lager- und Wirtschaftsräume waren hygienisch auf dem neuesten Stand. Für besonders wohlhabende Gäste gab es Einzelgaragen. Die Appartements und Einzelzimmer waren mit eigenem Bad und Toilette ausgestattet – Anfang des 20. Jahrhunderts durchaus eine Besonderheit. Zudem gab es in jedem Zimmer einen Telefonanschluss.

## Geschichte

### Zuckersiederei
In den 1810er und 1820er Jahren wurden die Dresdner Befestigungsanlagen geschleift. Der aus Braunschweig stammende Kunstdrechsler und vielseitige Unternehmer Heinrich Wilhelm Calberla, der seit 1800 das Dresdner Bürgerrecht besaß, war in dieser Zeit Mitglied eines Bürgerausschusses, der die Abtragung begleitete. Angeleitet wurde sie von einer „Demolitionskommission“ unter Vorsitz des Königlichen Hofbaumeisters Gottlob Friedrich Thormeyer, der auch für die Neubebauung verantwortlich war und u. a. auch deshalb oft als Architekt des Neubaus genannt wird.
So fand sich für die geplante Fabrik der passende Bauplatz auf dem Unterbau der abgebrochenen Bastion Sol. Auf dieser hatte sich noch Anfang des 19. Jahrhunderts das katholische Geistlichenhaus befunden, in dem die katholische Hofgeistlichkeit wohnte, die 1821 schließlich in der Schloßstraße unterkam. Calberla erwarb das Grundstück nahe dem alten Feuerwerksplatz und ließ dort 1817 den Grundstein für die Zuckersiederei legen. Hofmaurermeister Hofmann errichtete den Industriebau nördlich des damaligen Morettischen Opernhauses bis 1820. In unmittelbarer Nachbarschaft entstand 1822 bis 1826 das Ausschiffungsgelände für Frachtgüter mit dem Packhof.
Von Beginn an vermietete Calberla einen Flügel seines Neubaus an Dresdens älteste Freimaurerloge Zu den drei Schwertern, in der auch Thormeyer Mitglied war. Später war auch die Loge Asträa zur grünenden Raute dort ansässig. Beide Logen fusionierten 1831 und zogen Ende der 1830er Jahre in ihren Neubau an der Ostra-Allee.
Sachsens Herrscher erteilten Privilegien für das Zuckersieden, einen wichtigen Teil der Zuckerfabrikation, bereits seit dem 16. Jahrhundert in Dresden – insbesondere für Apotheker. Calberla hatte nun das erste größere Unternehmen dieser Art in Sachsen begründet. Konzipiert war es als Familienbetrieb „Calberla und Söhne“. Nach dem Tod des ältesten Sohnes konnte Heinrich Wilhelm Calberla das Unternehmen nur noch gemeinsam mit seinem jüngeren Sohn Gustav Moritz (1809–1906) leiten, nach dem die Calberlastraße in Loschwitz benannt ist.
Die Phase der Gründung und Etablierung der Firma war geprägt von Auseinandersetzungen mit der Dresdner Kaufmannschaft, dem Zusammenschluss der örtlichen Kaufleute. Sie sahen durch die Fabrik ihre eigenen Einkünfte und Handelsrechte bedroht. Deshalb erlaubte das am 26. März 1821 erteilte Privileg dem Unternehmen zwar den Verkauf von raffiniertem Zucker, Kandis und Sirup, jedoch nur ab einer Menge von einem Viertelzentner und damit nicht im Einzelhandel. Dieses Monopol hatte bis 1830 Bestand. Mehr als 30 Arbeiter produzierten Zuckerhüte aus anfangs 8000 Zentnern Rohzucker pro Jahr, den Calberla aus Hamburg bzw. von Auktionen der Ostindischen Compagnie aus den Niederlanden und England bezog. Zudem verkaufte das Unternehmen Farin- und Aniszucker, später auch Konfitüren.
Um den sächsischen Gewerbetreibenden den Überseehandel zu erleichtern, gründete Heinrich Wilhelm Calberla 1822 die „Elb-Westindische Seehandlungs-Compagnie“. Die Dresdner Bürger wählten Calberla 1830 zum Kommunerepräsentanten. Er rühmte sich gern der Gemeinnützigkeit seiner Tätigkeiten, weshalb der Volksmund witzelte, die auf der Wetterfahne der Zuckersiederei die vier Himmelsrichtungen bezeichnenden Buchstaben „WSON“ würden „Wir Sieden Ohne Nutzen“ bedeuten. Sachsens Zugehörigkeit zum 1834 gegründeten Deutschen Zollverein förderte seine Geschäfte und führte zu einer Verdopplung der Produktion, brachte aber auch neue Konkurrenz im vergrößerten Binnenmarkt. Zudem gründeten sich weitere Raffinerien: Mit der Actien-Zuckersiederei mit Sitz an der Ostra-Allee entstand im Mai 1836 ein zweiter derartiger Großbetrieb, der noch vor der Maschinenbauanstalt Übigau das älteste auf Aktien gegründete gewerbliche Unternehmen Dresdens war.
Mit seinem Unternehmen hatte Calberla eine Grundlage für die Süßwarenindustrie in Dresden geschaffen, die deutschlandweite Bedeutung erhielt. Nebenbei leitete er den Beginn der Dampfschifffahrt auf der Oberelbe ein. Nachdem König und Stadtrat seit 1815 mehrere Gesuche anderer Dresdner Bürger zum Dampfschiffbetrieb abgelehnt hatten, war Calberlas entsprechender Antrag von 1833 erfolgreich. Auf diese Weise wollte er den Transport des Rohzuckers für seine Fabrik selbst übernehmen und ihn damit kostengünstiger und auch schneller machen. Ein hölzernes Boot ließ er 1833 in Krippen nach eigenen Vorstellungen bauen und anschließend nach einer Überführungsfahrt 1834 in Hamburg mit einer englischen Dampfmaschine ausstatten. Das Schiff mit Heckschaufelantrieb traf am 4. Februar 1835 in Torgau und am 20. Februar 1835 – mehr als zwei Jahre vor der Fertigstellung des bekannteren Seitenraddampfers Königin Maria – mit zwei mit Waren beladenen Lastkähnen im Schlepp erstmals in Dresden ein. Calberla stellte es 1837 schließlich wegen des Konkurrenzdrucks und damit verbundener Unwirtschaftlichkeit außer Dienst und beteiligte sich stattdessen als Aktionär an der Elbdampfschiffahrtsgesellschaft.
Nach Heinrich Wilhelm Calberlas Tod im Jahr 1836 führte sein Sohn Gustav Moritz die Zuckerfabrik weiter – allerdings nur bis 1840, denn zwischenzeitlich waren auch infolge der Herstellung von heimischem Rübenzucker die Preise gefallen. Anschließend wurden in den Fabrikgebäuden Wohnungen und eine Galerie für den 1828 gegründeten Sächsischen Kunstverein eingerichtet. Infolge dieser Nutzung schlug der Bildhauer Ernst Rietschel die Calberlasche Zuckersiederei als neuen Ausstellungsort für die Gemäldegalerie vor und kritisierte die von Gottfried Semper favorisierten Neubaupläne, die letztlich aber trotzdem von 1847 bis 1854 in Form der ebenfalls am Theaterplatz gelegenen Sempergalerie umgesetzt wurden.

### Hotel
Der einer königlich-sächsischen Hofbäckerfamilie entstammende Kellner Emil Bernhard Kayser mietete sich 1850 „im Stil eines Hausbesetzers“ in dem damals weitgehend leerstehenden Gebäudekomplex ein. Er kaufte ihn 1852 und richtete gemeinsam mit seinem Geschäftspartner Hugo Francke ein besonders vornehmes Hotel für zahlungskräftige Gäste ein. Damit schloss er eine Marktlücke, da ein solches Haus bislang in Dresden gefehlt hatte. Dennoch gingen zahlreiche Einsprüche seitens des bestehenden Hotel- und Gaststättengewerbes ein, die ein Bedürfnis an einem derartigen Hotel abstritten. Ein Grund bei der Standortwahl war die gute Lage am Altstädter Elbufer. Die Investoren orientierten sich bei der Ausstattung am Komfort der Spitzenhotels anderer europäischer Großstädte. Nach Abschluss des Umbaus und dem Erhalt der behördlichen Genehmigungen zum Betrieb eröffnete das Hotel im Jahr 1853. Im Jahr 1872 wurde das Unternehmen in eine Aktiengesellschaft umgewandelt. Der Name Bellevue entstammt dem Französischen und bedeutet übersetzt ‚schöne Aussicht‘ und bezog sich auf den Ausblick aus den Hotelfenstern auf Elbe sowie Alt- und Neustadt.
Anfang des 20. Jahrhunderts wurde das Bellevue als „der Brennpunkt des internationalen Hotelverkehrs in Dresden“ bezeichnet, der „in seinen Mauern bereits durch sechs Jahrzehnte hindurch die Spitzen der Adels-, Finanz-, Künstler- und Gelehrtenkreise beherbergt“ hat. Das vornehme, für damalige Verhältnisse luxuriös ausgestattete Haus mit großem Garten war „für die Dresdner Kulturgeschichte des 19. und 20. Jahrhunderts von Richard Wagner bis zu Richard Strauss und Gerhart Hauptmann von hoher Bedeutung.“ Sie alle zählten zu den Gästen des Hotels, dessen Personal international geschult war. So war Strauss während seiner Dirigate im benachbarten Opernhaus mehrfach ein Dauergast im Bellevue, das unter den Einwohnern der Stadt deshalb die Bezeichnung „Uraufführungshotel“ trug.
Besonders hochrangige Gäste waren 1866 der damalige preußische König und spätere deutsche Kaiser Wilhelm I. und 1871 der brasilianische Kaiser Peter II. Der ehemalige deutsche Reichskanzler Otto von Bismarck nahm bei einer Zwischenstation auf dem Weg nach Wien am 18. Juni 1892 vom Hotelbalkon die „Huldigung der Dresdner Bürgerschaft in Gestalt eines Fackel- und Lampionumzugs“ entgegen. Unter den Gästen waren ferner viele weitere Adlige sowie Ludwig Ganghofer, Sven Hedin und Emil Jannings. Im Goldenen Buch des Hotels fanden sich auch Einträge von Generalstabschef Helmuth Johannes Ludwig von Moltke, Erfinder Thomas Alva Edison, Kapellmeister Johann Strauss und Schauspieler Josef Kainz.
Im Jahr 1898 übernahm Richard Ronnefeld das Hotel, das nicht mit dem in der gleichen Zeit blühenden Konzert- und Balletablissement Bellevue in der nahen Friedrichstadt zu verwechseln ist. Unter Ronnefeld begann infolge der guten Geschäftslage Ende 1910 auch der deutliche Ausbau des Hauses, das dadurch zum zweitgrößten Hotel Dresdens wurde; in der gleichen Zeit entstand mit dem Palasthotel Weber am nahegelegenen Postplatz allerdings auch ein großer Konkurrent auf dem Dresdner Hotelmarkt. In unmittelbarer Nachbarschaft des Hotels Bellevue wurden 1911/12 zudem das Italienische Dörfchen und das Basteischlösschen gebaut.
Im Mai 1911, zu Beginn der 1. Internationalen Hygiene-Ausstellung in Dresden, empfing das renovierte Hotel wieder die ersten Gäste. Mit 150 Zimmern und 200 Betten gehörte es seither zu den ersten Grand Hotels in der Stadt. Eine Übernachtung war zu Preisen ab fünf Mark möglich. Die Vollpension kostete im Winter 12,50 Mark, in der Sommersaison 16 bis 18 Mark pro Tag. Anfang 1912 führte Ronnefeld einen „Nachmittags-Tee“ mit Musik ein, der sich bei den Dresdnern zu einer beliebten Veranstaltung entwickelte. Im Frühsommer 1914 organisierte das Hotel für seine Gäste neben Stadtrundfahrten erstmals auch Ballonfahrten.
Mit Beginn des Ersten Weltkriegs reisten im Sommer 1914 viele internationale Gäste rasch ab. Dennoch hielt das Hotel in den Kriegsjahren einen reduzierten Betrieb aufrecht. Zu den Übernachtungsgästen zählten nun vor allem hohe Beamte und Vertreter befreundeter Kriegsparteien des Deutschen Reichs. Einige Zimmer dienten dauerhaft der Genesung verwundeter Offiziere. Nach wirtschaftlich schwierigen Jahren blühte das Hotel in den Goldenen Zwanzigern wieder auf. Ronnefeld, bei dem im Gegensatz zu anderen Dresdner Hotels schon bald nach dem Krieg auch wieder Bürger einst verfeindeter Nationen wie Frankreich und England willkommen waren, druckte mehrsprachige Werbeprospekte und begrüßte wieder internationales Publikum. Im Haus gab es unter anderem eine amerikanische Bar. Von 1928 bis 1945 befand sich das Hotel im Besitz von Richard Bretschneider. Er vermietete Privatsalons oder ganze Säle für Festlichkeiten. In der Zeit des Nationalsozialismus war das Bellevue eines der weltoffensten Häuser der Stadt. Bis 1945 hatte es in Dresden und dem nächsten Umland insgesamt rund 70 Hotels gegeben.
Bei den Luftangriffen auf Dresden wurde der Gebäudekomplex wie alle benachbarten Bauten auch größtenteils zerstört. Übrig blieb eine wiederaufbaufähige Ruine, die im Juni 1951 beseitigt wurde. Diese Sprengung geschah nach erfolgloser Intervention des Denkmalschützers Hans Nadler in einer „Nacht- und Nebelaktion“, da die sozialistischen Machthaber den Bau als „großbürgerliches Hotel des Klassengegners“ eingestuft hatten. Später wurde die Straße Terrassenufer, die seit 1910/11 am Theaterplatz zwischen dem Italienischen Dörfchen und dem Bellevue geendet hatte, mitten durch seinen einstigen Standort verlängert. Der Kunsthistoriker Fritz Löffler forderte in seinem in der DDR-Zeit erstmals erschienenen und mehrfach wiederaufgelegten Hauptwerk „Das alte Dresden“, das Hotel Bellevue aufgrund seiner Maßstabsfunktion für den Theaterplatz durch einen gleichwertigen Bau an diesem Standort zu ersetzen. Dazu ist es bis in die Gegenwart (Stand: 2021) nicht gekommen, da dafür die Straße Terrassenufer verlegt werden müsste. Neben den Verkehrsanlagen befinden sich nun Grünflächen an dem einstigen Standort.
Unterdessen übernahm den guten und traditionsreichen Namen ein in der Zeit der DDR am genau gegenüberliegenden Uferabschnitt der Elbe von 1977 bis 1985 errichtetes Gebäude. Dieses neue Hotel Bellevue (seit 2020 ein Haus der Bilderberg-Gruppe) galt als eines der renommiertesten Häuser der Interhotel-Gruppe und bis zur Eröffnung des Kempinski-Hotels im Taschenbergpalais im Frühling 1995 als beste Hoteladresse Dresdens.